# Rhipidia (Rhipidia) monoxantha
Rhipidia (Rhipidia) monoxantha is een tweevleugelige uit de familie steltmuggen (Limoniidae). De soort komt voor in het Neotropisch gebied.